# Adam von Faßmann
Adam Joseph Faßmann, seit 31. März 1819 Adam Joseph von Faßmann (* 22. Oktober 1785 in Amberg; † 30. November 1840 ebenda) war ein deutscher Apotheker und Politiker.

## Leben
Adam von Faßmann besuchte das Gymnasium Amberg (heute: Erasmus-Gymnasium) und wurde an der Universität Landshut zum Apotheker ausgebildet.
1809 oder 1810 wurde er Besitzer der unteren Stadtapotheke, der sogenannten Mohren-Apotheke, in Amberg, nachdem er diese von seinem Stiefvater Georg August Bertele (1767–1818) übernommen hatte.
Er erwarb 1810 das Gut Emhof bei Schmidmühlen.
Am 31. März 1819 wurde er durch den König Maximilian I. Joseph in den Adelsstand des Königreichs Bayern erhoben.
1832 setzte er sich beim bayerischen König Ludwig I. dafür ein, dass die Franziskaner, die seit 1802, nach der Aufhebung ihres Klosters, im Hospitium lebten, das Franziskanerkloster Amberg wieder errichten durften.

### Politisches Wirken
In der Zeit von 1819 bis 1840 war er für den Stimmkreis Regenkreis im Bayerischen Parlament in der Kammer der Abgeordneten. In der 5. Wahlperiode zog er 1840 für den umbenannten Stimmkreis Oberpfalz in die Kammer der Abgeordneten; in Amberg war er zugleich Magistratsrat und bei seinem Tod Vorstand der Gemeindebevollmächtigten.
Während der 1. Wahlperiode von 1819 bis 1825 war er seit dem 9. Februar 1819 Mitglied im Ausschuss für die Beschwerden und seit dem 24. Januar 1822 Mitglied im Ausschuss für die Untersuchung der vorkommenden Beschwerden über die Verletzung der Staatsverfassung. Während der zweiten Wahlperiode von 1825 bis 1831 war er von 1827 bis 1828 wiederum Mitglied im Ausschuss für die Untersuchung der vorkommenden Beschwerden über die Verletzung der Staatsverfassung.
Sein Nachfolger in der Kammer der Abgeordneten wurde Simon Bruckmayer.
Adam von Faßmann galt zunächst in den 1820er Jahren als gemäßigt liberal, ab 1830 konservativ und regierungstreu; 1831/34 „aktiv regierungstreu“; seine Beurteilung 1839 lautete: beste Vermögensverhältnisse; unerschütterliche Anhänglichkeit an Dynastie und Verfassung, Thron und Altar.